# Aeródromo de Chagual
El Aeródromo de Chagual (OACI: SPGL), es un aeropuerto privado peruano propiedad de la Compañía Minera Poderosa situado en las cercanías de Chagual, localidad ubicada en el Distrito de Pataz, Provincia de Pataz en el departamento de La Libertad. Es el único aeropuerto del distrito que ofrece tráfico de pasajeros, carga aérea y operaciones.

Fue construido durante 1982 a cargo de la Compañía Minera Poderosa e inaugurado en 1983, iniciando operaciones ese mismo año.

## Ubicación y comunicaciones
El aeropuerto se sitúa al norte de Chagual, en el Distrito de Pataz, Provincia de Pataz.

## Aerolíneas y destinos
```
  |Atsa Airlines |Lima
  |Aeroprop |Trujillo
```